# Amarant de Landana
L'amarant de Landana (Lagonosticta landanae) és una espècie d'ocell de la família dels estríldids (Estrildidae) considerat per alguns autor una subespècie de l'amarant fosc (Lagonosticta rubricata).

## Descripció
- Bec rosa amb una línia longitudinal superior negra.
- Mascle amb dors, ales i clatell grisenc. Cap, pit, carpó i abdomen vermell. Cobertores caudals inferiors negres. Als flancs unes poques pigues blanques.
- Femella amb els colors vermells menys vius.

## Hàbitat i distribució
Habita matolls i pastures del nord-oest i centre d'Angola i Cabinda.